# درنیک مارگاریان
درنیک باگراتی مارگاریان (ارمنی: Դերենիկ Բագրատի Մարգարյան؛ زادهٔ ۶ ژوئن ۱۹۴۴) یک سیاستمدار اهل ارمنستان است که از تاریخ ۱۹۹۵ تا تاریخ ۱۹۹۹ سمت نمایندگی دوره اول مجلس ملی جمهوری ارمنستان را برعهده داشت.

## زندگی‌نامه
در ۶ ژوئن ۱۹۴۴ در کاپان به دنیا آمد و از دانشگاه ملی پلی‌تکنیک ارمنستان فارغ‌التحصیل شد. 